# Jamie Neushul
Jamie Valeri Neushul (* 12. Mai 1995 in Goleta, Kalifornien) ist eine ehemalige Wasserballspielerin aus den Vereinigten Staaten. Sie gewann bis 2021 je einen Titel bei Olympischen Spielen, bei Weltmeisterschaften sowie bei Panamerikanischen Spielen.

## Sportliche Karriere
Jamie Neushul besuchte die Dos Pueblos High School in Goleta. 2014, 2015 und 2017 gewann sie mit der Mannschaft der Stanford University den Meistertitel der National Collegiate Athletic Association. Nach ihrer Graduierung 2017 spielte sie für den New York Athletic Club.
Jamie Neushul siegte 2015 mit der Juniorinnen-Nationalmannschaft bei den Juniorenweltmeisterschaften. Bei der Sommer-Universiade 2015 belegte sie mit der US-Studentinnenauswahl den fünften Platz.
Ihr erstes internationales Turnier mit der Nationalmannschaft war die  Weltmeisterschaft 2017 in Budapest. Dort gewannen die Amerikanerinnen im Finale mit 13:6 gegen die Spanierinnen. 2019 gewann das Team aus den Vereinigten Staaten bei den Panamerikanischen Spielen 2019 in Lima. Bei den 2021 ausgetragenen Olympischen Spielen in Tokio wirkte Jamie Neuschul in zwei Spielen mit und warf ein Tor. Die Mannschaft aus den Vereinigten Staaten gewann die Goldmedaille mit einem Finalsieg über die Spanierinnen.
Jamie Neushul ist die jüngere Schwester von Kiley Neushul, die ebenfalls Olympiasiegerin im Wasserball wurde. Die jüngste Schwester Ryann Neushul wurde 2022 Weltmeisterin.